# Хасбик
Хасбулла́ Магоме́дович Магоме́дов (род. 7 июля 2002, Новый Хушет, Дагестан) — российская интернет-знаменитость, известен как Ха́сбик или Хасбулла.
Хасбик впервые получил известность в 2021 году благодаря вирусному видео и с тех пор сотрудничал с известными бойцами смешанных единоборств и другими знаменитостями, включая Хабиба Нурмагомедова, Ислама Махачева, Дэйну Уайта, Майка Тайсона, Шакила О’Нила и прочих. С сентября 2022 года является амбассадором промоушена смешанных единоборств UFC.
Имеет неустановленную генетическую аномалию, из-за которой во взрослом возрасте отличается детской внешностью, неразборчивой речью и ростом менее 100 см.

## Биография

### Ранние годы
Родители считают меня человеком с инвалидностью. Все врачи тоже так считают. Я — нет. Я только не расту, и всё. И когда хожу, быстро устаю.
Родился 7 июля 2002 года в Новом Хушете.
Родители Магомедова происходят из коренного дагестанского народа даргинцы. Отец — сантехник.  В пятилетнем возрасте у него была обнаружена генетическая аномалия, которая вызвала гормональные нарушения и проблемы с ростом. Во взрослом возрасте рост Хасбика составляет 93 см, а вес 19 кг. Магомедов утверждает, что врачи не смогли определить его диагноз. 
Получал исламское образование — четыре года посещал медресе, в котором ему не нравилось.

### Деятельность
Получил первую популярность благодаря вирусному в Рунете видео, на котором ел клубнику и прокомментировал это словами «Клубника — бомба, честно говоря». После этого на него вышел организатор турниров поп-MMA Асхаб Тамаев и предложил ему участвовать в своих роликах. На канале Тамаева была опубликована серия развлекательных видео с Магомедовым, которые стали популярны на платформе YouTube. Ещё большую популярность Магомедову принёс конфликт с боем против таджикского певца Абдурозика. На ноябрь 2022 года видео пресс-конференции поп-бойцов набрала более 17 миллионов просмотров. Летом 2021 года Магомедов и Тамаев прекратили сотрудничество из-за финансовых и личных разногласий.
После окончания сотрудничества с Тамаевым стал почётным гостем промоушена UFC, в сентябре 2022 года — подписал пятилетний контракт с организацией c целью освещения мероприятий под эгидой промоушена. В декабре 2022 года EA Sports добавила Хасбика в видеоигру UFC 4.
По оценке Forbes к февралю 2023 года Магомедов заработал на своей деятельности больше $2 млн. На следующий день после публикации Магомедов заявил о некорректности этих данных и пригрозил изданию судом.
Весной 2023 года Магомедов посетил США, где встретился с главой UFC Дэйной Уайтом, сходил на подкаст Майка Тайсона и посетил баскетбольный матч «Лос-Анджелес Лейкерс». По мнению Хабиба Нурмагомедова «Хасбик больше популярен в Америке, чем в России».
В марте 2023 года общественный резонанс вызвало видео, на котором Магомедов несколько раз бьёт и таскает за уши своего кота. Он объясняет, что наказал его, поскольку тот якобы ослушался его в Рамадан. Позже блогер извинился за поступок и обвинил в лицемерии пользователей соцсетей, критиковавших его за жестокое обращение с животным.
В 2023 году Майк Тайсон пригласил Хасбика на свой подкаст Hotboxin’. На записи подкаста Тайсон взял Хасбика на руки, щекотал его и играл с ним. Позже Тайсон заявил, что был уверен, что перед ним ребёнок.
В ноябре 2024 года Хасбик стал участником интервью у американского журналиста Такера Карлсона.

## Награды и номинации
| Год  | Премия | Номинация  | Результат | Ист.   |
| ---- | ------ | ---------- | --------- | ------ |
| 2022 | Forbes | «30 до 30» | Номинация | [ 13 ] |

## Общественная позиция
В октябре 2023 года, после нападения ХАМАС на Израиль, Магомедов разместил в своих социальных сетях флаг Палестины с сердцем.